# Bascapè
Bascapè ist eine norditalienische Gemeinde (comune) mit 1797 Einwohnern (Stand 31. Dezember 2023) in der Provinz Pavia in der Lombardei. Die Gemeinde liegt etwa 18 Kilometer nordöstlich von Pavia und grenzt unmittelbar an die Provinz Lodi und die Metropolitanstadt Mailand.